# 有田謙二
有田 謙二（ありた けんじ、1946年 - ）は、日本のチェスプレーヤー。

## 来歴・人物
北海道空知郡滝川町（現・北海道滝川市）生まれ。1967年にチェスを始めた。
1970年に西ドイツのジーゲンで開催された第19回チェス・オリンピアードと1974年にフランスのニースで開催された第21回チェス・オリンピアードに日本代表選手として出場した。ジーゲン・チェス・オリンピアードでは2勝2引き分け7敗、ニース・チェス・オリンピアードでは4勝3引き分け4敗。1975年の関東チャンピオン。1976年から1980年にかけて河出書房新社から刊行された『チェス・マスター・ブックス』シリーズでは全6冊中3冊を著し、1冊の翻訳を担当した。『チェス・マスター・ブックス』は1995年から1996年にかけて改訂版が、2010年から2011年にかけて新装版が刊行されたが、改訂版では全6冊刊行されたものの、新装版では『6 チェス小百科』が外され、全5冊での刊行となった。
1990年代以降はチェスプレーヤーとして目立った活動はないものの、2010年に刊行された『チェス・マスター・ブックス 1 定跡と戦い方』新装版の「はじめに」で「チェスへの情熱に変わりはなく、若い強豪選手達の活躍を喜んでおります」と語っている。

## 著書

### 単著
- 『チェス・マスター・ブックス 1 定跡と戦い方』 河出書房新社、1980年1月25日初版発行
- 『チェス・マスター・ブックス 1 定跡と戦い方』 改訂版 河出書房新社、1995年10月25日初版発行、ISBN 978-4-309-72171-2
- 『チェス・マスター・ブックス 1 定跡と戦い方』 新装版 河出書房新社、2010年9月30日初版発行、ISBN 978-4-309-73141-4
- 『チェス・マスター・ブックス 5 やさしい実戦集』 河出書房新社、1976年6月15日初版発行
- 『チェス・マスター・ブックス 5 やさしい実戦集』 改訂版 河出書房新社、1996年6月20日初版発行、ISBN 978-4-309-72175-0
- 『チェス・マスター・ブックス 5 やさしい実戦集』 新装版 河出書房新社、2011年1月18日初版発行、ISBN 978-4-309-73145-2
- 『チェス・マスター・ブックス 6 チェス小百科』 河出書房新社
- 『チェス・マスター・ブックス 6 チェス小百科』 改訂版 河出書房新社、1996年9月20日初版発行、ISBN 978-4-309-72176-7

### 訳書
- 『チェス・マスター・ブックス 3 チェックメイトの手筋』 フレッド・レインフェルド 著、河出書房新社
- 『チェス・マスター・ブックス 3 チェックメイトの手筋』 改訂版 フレッド・レインフェルド 著、河出書房新社、1996年2月25日初版発行、ISBN 978-4-309-72173-6
- 『チェス・マスター・ブックス 3 チェックメイトの手筋』 新装版 フレッド・レインフェルド 著、河出書房新社、2010年11月17日初版発行、ISBN 978-4-309-73143-8